# William de Warenne, I conde de Surrey
William de Warenne, Conde de Surrey, Lord de Lewes, Seigneur de Varennes (muerto 1088), fue un noble normando nombrado Conde de Surrey por Guillermo II Rufus. Es uno de los pocos caballeros cuya participación junto a Guillermo I en Hastings en 1066 está documentada. En la época del Libro Domesday,  disfrutaba de extensas posesiones en 13 condados, incluyendo el Rape de Lewes en Sussex, actualmente dividido entre los condados ceremoniales Sussex Oriental y Occidental.

## Primeros años
William era hijo de Rodulf o Ralph de Warenne y Emma, y era descendiente de un hermano de la duquesa Gunnor, esposa de Ricardo I. El cronista Robert de Torigni informó, en sus adiciones a la Gesta Normannorum Ducum de William de Jumièges, que William de Warenne y el barón Anglo-Normando Roger de Mortemer eran hermanos, ambos hijos de una sobrina innombrada de Gunnor. Desafortunadamente, las genealogías de Robert son un poco confusas (en otro lugar señala a Roger como hijo de William, y aun así hace a ambos hijos de Walter de Saint Martin), y muchas de las genealogías de parecen contener demasiadas pocas generaciones. Orderico Vital describe a William como consanguineus de Roger (literalmente "primo"), un término más genérico para indicar parentesco cercano, pero no utilizado habitualmente para indicar hermanos, y Roger de Mortimer parece haber sido de una generación anterior a William de Warenne.
Hay documentos que mencionan varios hombres asociados a Warenne con anterioridad. Un Radulf de Warenne aparece en dos documentos, uno datado entre 1027 y 1035, el segundo aproximadamente en 1050 y nombrando a su mujer, Beatrice. En 1059, un Radulf y su mujer Emma aparecen junto con sus hijos Radulf y William. Estas ocurrencias típicamente han sido utilizadas para presentar a un solo Radulf con mujeres sucesivas, de las que Beatrice sería la madre de William y la sobrina de Gunnor según lo descrito por Robert de Torigny, aunque el diploma de 1059 nombra a Emma como madre de William. La reevaluation de los diplomas supervivientes llevó a Katherine Keats-Rohan a sugerir que, como parece para haber hecho en otros puntos, Robert de Torigny comprime dos generaciones en una, con Radulf (I) y Beatrice siendo los padres de Radulf (II) de Warenne y de Roger de Mortimer (un Roger hijo de Radulf de Warenne aparece en un diploma de 1040/1053), y Radulf (II) a su vez casado con Emma como atestigua el documento de 1059, tuvieron a Radulf (III), el heredero en Normandía, y William. Asociaciones con el pueblo de Vascœuil llevaron a identificar la progenitora de Warenne con una Beatrice viuda, hija de Tesselin, vizconde de Rouen, apareciendo allí en 1054/60. Robert de Torigny ofrece un vizconde distinto de Rouen como casado con una sobrina de Gunnor, quizás sugiriendo que fue a través de Beatrice que William de Warenne estaba enlazado con Gunnor.
William provenía de la aldea de Varenne, cerca de Arques-la-Bataille, Ducado de Normandía, ahora en el canton de Bellencombre, Seine Marítimo. A principios del reinado del duque William, Radulf de Warenne no era un gran terrateniente, y como segundo hijo, William de Warenne no esperaba ser el heredero de las pequeñas propiedades familiares. Durante las rebeliones de 1052–1054, el joven William de Warenne mostró ser un leal partidario del Duque y jugó un significativo papel en la Batalla de Mortemer, por lo que fue premiado con las tierras confiscadas a su pariente, Roger de Mortemer, incluyendo el Castillo de Mortimer y la mayoría de las tierras circundantes. Por la misma época, adquirió tierras en Bellencombre incluyendo el castillo que se convertiría en el centro de sus posesiones en Normandía.

## Conquista de Inglaterra
William estaba entre los barones Normandos convocados al Consejo de Lillebonne por Guillermo de Nomandía cuando tomó la decisión de oponerse a la ascensión de Haroldo II al trono de Inglaterra. Luchó en la Batalla de Hastings y fue premiado con numerosas propiedades. El Libro Domesday registra que sus tierras se extendían por trece condados incluyendo el importante Rape de Lewes en Sussex, construcciones en Norfolk, Suffolk y Essex, los importantes castillos de Conisbrough en Yorkshire y Castle Acre en Norfolk, que se convertiría en su caput. Es uno de los pocos compañeros demostrados de Guillermo el Conquistador del que se conoce que luchó en la Batalla de Hastings en 1066. Luchó contra los rebeldes de la Isla de Ely en 1071, donde mostró su especial deseo de capturar a Hereward el Proscrito, que había matado a su cuñado Frederick el año anterior. Se supone que Hereward le descabalgó de un flechazo.

## Carrera posterior
En algún momento entre 1078 y 1082, William y su mujer Gundred viajaron a Roma visitando monasterios a lo largo de su viaje. En Borgoña  fueron incapaces de avanzar debido a una guerra entre el Emperador Enrique IV y el Papa Gregorio VII. Visitaron la Abadía de Cluny y quedaron impresionados por los monjes y su dedicación. William y Gundred decidieron fundar un priorato cluniacense en sus tierras en Inglaterra. William restauró edificios para una abadía. Enviaron a Hugo, el abad de Cluny, para que reclutara monjes para poblar su monasterio. Al principio Hugo era reticente pero finalmente envió a varios monjes, incluyendo a Lazlo que sería el primer abad. La casa que fundaron fue el Priorato de Lewes, dedicado a San Pancracio, el primer priorato cluniacense en Inglaterra.
William participó en el asedio de Saint-Suzanne, apoyando al rey contra algunos señores rebeldes. William fue leal a Guillermo II, y fue probablemente a comienzos de 1088 cuando fue creado Conde  de Surrey. Resultó mortalmente herido en el Primer Asedio de Pevensey Castle, murió el 24 de junio de 1088 en Lewes, Sussex, y fue enterrado junto a su mujer, Gundred, en la casa de capítulo de Lewes.

## Familia
Se casó primero, antes de 1070, con Gundred, hermana de Gerbod el Flamenco, Conde de Chester, y en segundas nupcias con una hermana de Richard Gouet, quién le sobrevivió.

### Descendencia
Con Gundred, William tuvo:
- William de Warenne, II conde de Surrey (muerto 1138), que se casó con Elisabeth (Isabelle) de Vermandois, viuda de Robert de Beaumont,  conde de Leicester.[30]
- Edith de Warenne, casada primero con Gerard de Gournay, señor de Gournay-en-Bray, y con Drew de Monchy.[31]
- Reynold de Warenne, que heredó las tierras de su madre en Flanders y murió c. 1106–08.[32]
- Una hija cuyo nombre es desconocido, casada con Ernise de Coulonces.[33]